# سولفاتولامید
سولفاتولامید (انگلیسی: Sulfatolamide) دارویی است که در پزشکی زنان و زایمان به کار می‌رود. این دارو ترکیبی از دو آنتی باکتریال سولفونامید، سولفاتیواوره و مفناید است.